# Karol Lewakowski
Karol Eugeniusz Lewakowski (ur. 28 marca 1836 w Snopkowie koło Lwowa, zm. 13 listopada 1912 w Rapperswilu) – adwokat, powstaniec styczniowy, przedsiębiorca, polityk demokratyczny i współtwórca polskiego ruchu ludowego,

## Życiorys
W 1855 ukończył gimnazjum we Lwowie. Następnie do 1862 studiował prawo na Uniwersytecie Franciszkańskim we Lwowie, uzyskując tytuł doktora. Jako student praktykował w kancelarii prawnej we Lwowie należącej do adwokata i działacza liberalnego Maurycego Kabata.
W okresie przedpowstaniowym należał do tzw. Czerwonej Lawy, kierowanej przez Jana Dobrzańskiego, związanej z „czerwonymi” w Królestwie. Po wybuchu powstania styczniowego wziął w nim udział. Początkowo należał do Komisji Ekspedycyjnej we Lwowie zaopatrującej w broń oddziały powstańcze. Od marca 1863 służył w oddziale Leona Czechowskiego, a po jego rozbiciu przedostał się do Galicji. Po sformowaniu oddziału Marcina Borelowskiego i Jana Żalplachty-Zapałowicza wyprawił się ponownie z nimi do Królestwa. W końcu czerwca 1863 na polecenie generała Józefa Wysockiego udał się do Mołdawii, gdzie był przedstawicielem (komisarzem) Rządu Narodowego. Po złożeniu dymisji współpracował ze swoim następcą Janem Stellą-Sawickim. W trakcie powstania awansowany na kapitana.
Po upadku powstania władze austriackie wytoczyły mu proces oskarżając o zdradę stanu (1864). Zbiegł wówczas do Rumunii, gdzie przebywał do 1866, pracując jako zastępca dyrektora kancelarii prawnej w kolejowej firmie budowlanej Thomasa Brasseya (1865–1866). Po otrzymaniu ułaskawienia powrócił do Galicji i bezskutecznie w latach zabiegał o otwarcie kancelarii adwokackiej we Lwowie (1866–1870). W 1870 wyjechał do Rumunii, gdzie pracował ponownie w firmie Brasseya, następnie od 1877 był dyrektorem firmy budującej drogi i mosty w Jassach. Był organizatorem życia kulturalnego Polaków w Rumunii i współzałożycielem tamtejszej Biblioteki Polskiej.
Po powrocie do Galicji administrował rodzinnym majątkiem w Snopkowie (1880–1881), następnie został członkiem zarządu kolei Lwów-Czerniowce-Jassy (1882–1884). Szybko usunięty ze stanowiska z powodu dążenia do spolszczenia personelu tego przedsiębiorstwa. Założył wówczas wraz z Franciszkiem Longchampsem kopalnię ropy naftowej w Słobodzie Rungurskiej, przekształcając ją w jedną z przodujących firm galicyjskiego przemysłu naftowego. Zatrudnił w niej także swego bratanka Zygmunta Lewakowskiego. Założył także nowe kopalnie w Iwoniczu i Borysławiu.

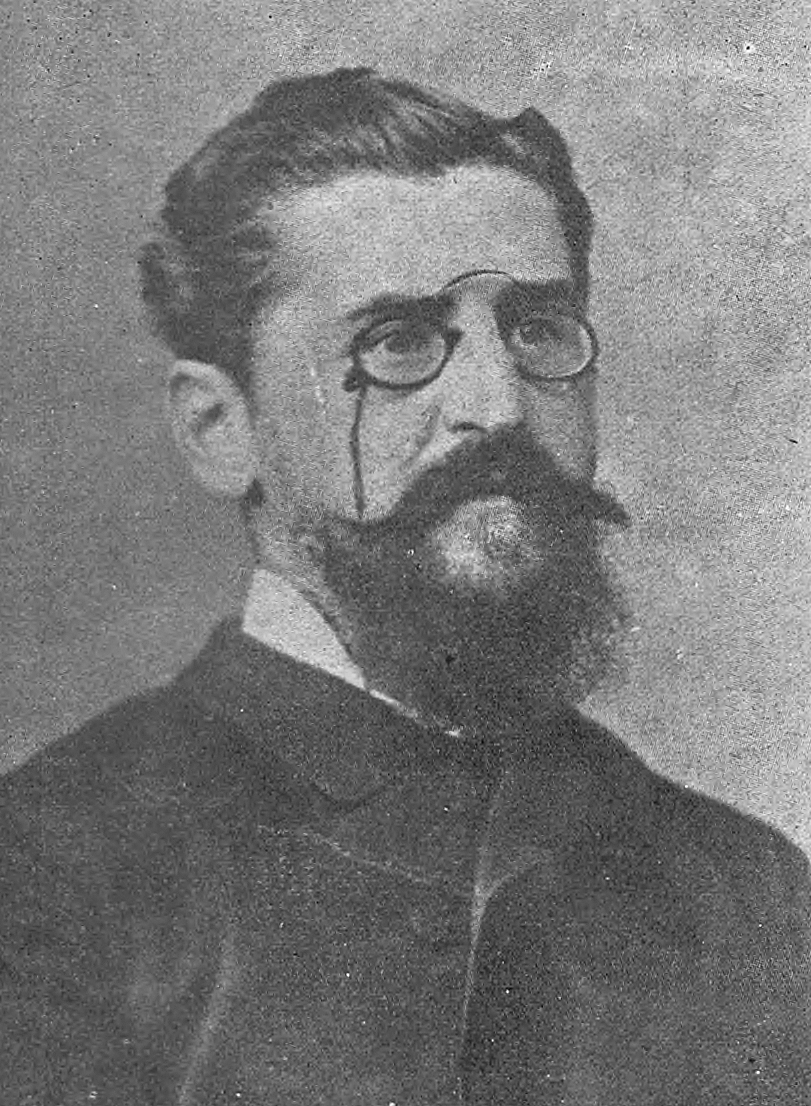
Karol Lewakowski (1912)

W 1883 powrócił do Lwowa, gdzie prowadził odtąd kancelarię adwokacką, od 1891 po przejęciu kancelarii brata Augusta także w Krośnie. Zaangażował się także zgodnie ze swymi demokratycznymi przekonaniami w życie polityczne. Był posłem wybieranym z kurii II (gmin miejskich) z okręgu wyborczego nr 1 (miasto Lwów) do austriackiej Rady Państwa VI kadencji (od 4 grudnia 1884 do 23 kwietnia 1885, po rezygnacji Juliana Zachariewicza), VII kadencji (od 22 września 1885 do 1 czerwca 1888 i od 30 października 1888 do 23 stycznia 1891), VIII kadencji (od 9 kwietnia 1891 do 22 stycznia 1897). W parlamencie austriackim należał do Koła Polskiego w Wiedniu. Pozostawał jednak w opozycji wobec konserwatywnej większości Koła, a w parlamencie wielokrotnie zabierał głos w obronie działaczy ludowych. W 1896 wykluczony z Koła pod pretekstem złamania solidarności. Od tego czasu pozostawał posłem niezależnym. Prawdopodobnie jako pierwszy Polak uczestniczył w pracach Unii Międzyparlamentarnej. Dzięki swemu wystąpieniu w parlamencie w listopadzie 1894, kiedy zaprotestował przeciwko uczczeniu pamięci zmarłego cara Aleksandra III, zyskał popularność zarówno w kraju, jak i zagranicą.
Utrzymywał kontakty z ośrodkami polskiej emigracji w Europie Zachodniej. Był członkiem Ligi Polskiej w latach 1887–1894 i Ligi Narodowej (1894–1895). Od 1889 był wiceprezesem Rady Muzealnej Raperswilskiej, a od 30 kwietnia 1892 wchodził w skład Rady Nadzorczej Skarbu Narodowego, którego był współzałożycielem. W 1891 był krótko prezesem Towarzystwa Przyjaciół Oświaty założonego przez Marię i Bolesława Wysłouchów. W 1894 współtworzył Polskie Towarzystwo Demokratyczne (6 kwietnia 1895 został wybrany prezesem PTD we Lwowie), ale ostatecznie związał się z powstającym ruchem ludowym. 28 lipca 1895 w Rzeszowie, na zjeździe chłopskich przedstawicieli komitetów wyborczych, został wybrany na prezesa nowo powstałego Stronnictwa Ludowego. 15 lipca 1897 z powodu stanu zdrowia zrzekł się prezesury Stronnictwa Ludowego i przeniósł się do Rapperswilu w Szwajcarii, gdzie spędził ostatnie lata życia. W Rapperswilu mieszkał w swojej willi „Snopków”. Jako aktywista Związku Wychodźstwa Polskiego prowadził ożywioną działalność propagandową w sprawie polskiej. W 1903 jako członek Komisji Nadzorczej Skarbu Narodowego zaprotestował przeciwko wypłacaniu odsetek tego skarbu na rzecz Ligi Narodowej, uważając, że inne organizacje demokratyczne mają także prawo do tych pieniędzy. Kiedy okazało się, że znalazł się w mniejszości, zrezygnował z prac w Komisji. Utrzymywał nadal kontakt z działaczami ludowymi w Galicji, m.in. starał się załagodzić w latach 1910–1911 narastający konflikt między Bolesławem Wysłouchem a Janem Stapińskim.

## Życie prywatne
Urodzony w zamożnej rodzinie mieszczańskiej ze Lwowa, był synem Ignacego i Oktawii z domu Gerard de Festenburg. Miał braci: Augusta (1833–1891, prawnika i burmistrza Krosna), Władysława (1840–1880, ziemianina, właściciela dób Snopków, ojca Zygmunta Lewakowskiego), oraz Alfreda (1841–1912), także ziemianina, właściciela majątku pod Złoczowem i więźnia stanu. Wszyscy trzej bracia byli uczestnikami powstania styczniowego. Ożenił się w 1868 z Mary Smith, dzieci nie mieli. Pochowany na cmentarzu w Rapperswilu.

## Upamiętnienie
Ulica Karola Lewakowskiego znajduje się w Rzeszowie. W 2011 powstał film dokumentalny poświęcony Karolowi Lewakowskiemu pt. Po co ci te chłopy? (scenariusz i reżyseria: Marek Maldis).